# Ислам у Србији
Ислам је једна од религија у Србији, присутна већ вековима на њеним просторима. Муслимани Србије су углавном следбеници сунитског ислама.
Према попису из 2011, у Србији (без Косова и Метохије) има око 222.828 муслимана или 3,1% становништва. Српски муслимани су претежно организовани у три заједнице:
- Исламска заједница Србије, са седиштем у Београду
- Исламска заједница у Србији, са седиштем у Новом Пазару
- Исламска заједница Косова, са седиштем у Приштини

## Историја

### Први контакти
Први забележени контакти Јужних Словена са исламом остварени су још у 11. веку, посредством Арапа. Средњовековни словенски филозоф Герман Далматински (1110–1160) је био важан посредник између европске и арапске науке и културе 12. века. Он је радио на првом европском преводу Курана на латински језик. Свети Сава (1169—1236) је у своје Законоправило уврстио и Спис о измаилћанској вери (преузет из византијских номоканона), која тада није сматрана посебном религијом, већ новом хришћанском јереси. Пошто су муслимани такође веровали у једног Бога, прихватали Стари завет (поштујући Адема/Адама, Ибрахима/Аврама, Мусу/Мојсија, итд.) и делимично Нови завет (Инџил/Јеванђеље), још Јован Дамаскин их је сматрао хришћанским јеретицима, а не засебном вером. Без обзира на те не ретке контакте појединаца и владара са Арапима (као што је и долазило до контаката и са многим другим народима), у то доба није скоро да није било Ислама на просторима српске државе. Мале заједнице трговаца са истока, међу њима и муслимана, живе у већим градовима. Дипломатски гледано, за време краља Милутина и цара Душана односи са Мамелучким царством били су добри. Египатски цар позива цара Душана и Јована Асена да не протерују муслимане, на што Душан и пристаје. Египатска амбасада посјећује краља Вукашина и цара Уроша око 1367. године. Краљ Вукашин пристаје да изгради малу џамију у Серу, за коју су платили арапски трговци. Турски плаћеници су имали право да верују у Ислам.

### Отомански период
Ислам је почео да се убрзано шири Рашком државом заједно са отоманским освајањима у 14. и 15. веку. Након прикључења средњовековне српске државе Османском царству, ислам је током времена у појединим областима постао преовлађујућа вера. Неки од најзнаменитијих Срба муслимана из тог периода били су Махмуд-паша Абоговић (1420—1473) и Мехмед-паша Соколовић (1505—1579), који је постао велики везир Османског царства. Етнички разнолика исламска заједница Србије је углавном настајала дуготрајним процесом исламизације локалног словенског живља и досељавањем Турака и других муслимана с истока. Међу појединим научницима је популарна тзв. »богумилска теза«, да муслимани словенског порекла и језика претежно потичу од богумила, којима је прихватање ислама обезбеђивало континуитет верске посебности. Иако је ова теза широко оспоравана, такође је научно обеснажено и једнострано виђење исламизације као претежно насилног превођења у нову веру. Обично се претпоставља да су мотиви хришћанских поданика Османског царства да прихвате државну веру били пре свега економског и социјално-политичког карактера.
Током неколико векова, ислам је био службена државна религија, али је толерисано постојање и других вероисповести. Отоманским системом верске аутономије је признатим верским групама било омогућено да успоставе своје самосталне заједнице зване милети, у којима су задржавале своје сопствене верске законе, традиције и језик, под заштитом султана. Иако је државна религија био ислам, у истом граду су заједно живеле хришћанске, јеврејске и муслиманске заједнице. На основу система милета, становници немуслимани у муслиманској држави су уживали правну, судску и културну аутономију. Због овога се мултинационално Османско царство узима за пример толеранције на основи национално-религијских разлика, а систем милета за рани пример религијског плурализма. Међутим, дискриминација према немуслиманима је вршена, између осталог, на основу пореза којих су муслимани били ослобођени.

### Београд у Отоманском периоду
У Београду су муслимани некада представљали већинско становништво. Према подацима турског путописца Евлије Челебије, у време када је он боравио у Београду 1660. године, град је имао око 108.000 становника, од којих су 57.000. били муслимани. У Београду је тада било чак 273 исламске богомоље, џамија и месџида. Највећом и најлепшом сматрана је Батал џамија, на месту данашњег Дома Народне скупштине, коју су путописци упоређивали са Аја Софијом. У Београдском пашалуку је постојао и велики број дервишких братстава, укључујући бајрамије, меламије, бекташије, халветије, гулшеније, кадирије, хиндије, мевлевије, накшибендије, рифаије, садије, сунбулије, шабаније, шазилије и ушакије. Током ратова са Аустријом и након што су Аустријанци у два наврата прикључили Београд Аустријском царству у трајању, број џамија се смањио на око 30.

### Српски устанци и прогони муслимана
Током више сукцесивних етапа ослобађања Србије (1793—1867), број муслимана у Србији се непрестано смањивао, праћено појачаним исељавањем Турака. Пре Првог српског устанка, у Србији је живела муслиманска популација .
У Првом српском устанку, многе београдске џамије су страдале, а оне преостале биле су претворене у бакалнице, у неким су држане свиње, једна је била претворена у православну цркву, а неке су одређене турским женама за становање. Џамије су рушене и у другим градовима који су се нашли у саставу Кнежевине Србије. Тако су у Ужицу порушене 34 џамије, у Смедереву 24, итд. Српске власти су 1836. године пописале џамије у Београду, и у том списку се налазило 16 џамија. 1867. године, исељењем из Београда „турског“ живља (међу којима је велики број био словенског порекла) започео је крај београдских џамија. Како наводи Феликс Каниц ”где кад би ноћу случајно експлодирале мине рушећи џамије које су ометале регулацију”. Временом су порушене све преостале београдске џамије, осим једне, Бајракли џамије на Дорћолу.
Дана 22. новембра 1862. године на међународној конференцији великих сила у Канлиџи на Босфору је наређено исељење муслимана из Србије. Исељаване су читаве породице из села и градова који су припали новоформираној Кнежевини Србији.
Тих година многи муслимани као избеглице прелазе у Босну или Новопазарски санџак, који још увек није био у саставу Србије. У Босанску Костајницу крајем 1862. и почетком 1863. године мигрирају муслимани из Ваљева, Шапца, Ужица, па се део у коме су избегли муслимани највише концентрисани назива Ужице (Босанска Костајница). Многи муслимани избегли из Србије 1862. и 1863. године су насељени у Зворнику, који је тада био у саставу Босанског пашалука.

### Стварање Исламске заједнице Србије
У Србији, правни основ за стварање Исламске верске заједнице је постављен Законом о вакупским земљама из 1863. године. Слобода исповедања ислама у Кнежевини Србији је призната Указом кнеза Михаила Обреновића од 18. маја 1868. године. Процењује се да је у то време у Кнежевини Србији преостало свега десетак хиљада муслимана. Да муслимани »не би без религиозне утехе били«, београдском џемату (муслиманској верској општини) предата је на коришћење Бајракли-џамија, која им и данас служи као једина богомоља.
Берлинским конгресом 1878. године, Србија је призната као независна држава и на рачун Турске је добила четири округа (нишки, пиротски, топлички и врањски), у којима је живео велики број муслимана. Берлинским уговором је договорено да „ни за једно лице у Србији разлика у верској опредељености или конфесији не сме бити повод за искљученост или немогућност у погледу уживања грађанских или политичких права и рада у јавним службама“, као и да ће се „слобода и видно практиковање свих облика исповедања вере обезбедити свим домаћим лицима у Србији, као и странцима." Након присаједињења нових округа, чланом 77. Закона о уређењу ослобођених предела потврђује се »грађанима мухамеданске као и грађанима сваке друге законом признате вере« право и слобода да равноправно обављају »верозаконске обреде вероисповеди своје«. На челу исламске заједнице у Србији налази се муфтија, чије је седиште било у Нишу. Нишког муфтију је постављао шеих ул ислам из Истанбула, а његово постављење је потврђивао владар Србије.
Након балканских ратова, присаједињењем Санџака, Косова и Метохије и Македоније, број муслимана у Србији је, и поред непрестаног исељавања у Турску, порастао на око пола милиона. Нишки муфтија је проглашен за Великог муфтију Србије, а именовано је и више регионалних муфтија, у чијој су првостепеној шеријатској надлежности случајеви из домена породичног и наследног права.

### Стварање Исламске заједнице Краљевине Југославије
Стварањем Краљевине Срба, Хрвата и Словенаца (1918) наставиле су да паралелно постоје две исламске верске заједнице: једна за Србију, Македонију и Црну Гору, на чијем челу је муфтија са седиштем у Београду; и друга за подручје Босне и Херцеговине, Хрватске, Славоније, Словеније и Далмације, којом управља реис-ул-улема у Сарајеву.
Јединство исламске верске заједнице у Краљевини Југославији установљено је Законом о Исламској верској заједници (ИВЗ) из 1930. године, чији темељни став гласи: »Сви муслимани у Краљевим Југославији сачињавају једну самосталну Исламску верску заједницу под реис-ул-улемом као врховним верским старешином.« Седиште реис-ул-улеме премештено је у престоницу Београд. Међутим, подвојеност југословенских муслимана није нестала спроведеном централизацијом. Напротив, остала је видљива у структури органа верске управе, јер су створена два меџлиса, два вакуфска већа и две вакуфске дирекције, са седиштима у Сарајеву и Скопљу.
У послератној СФРЈ се радикално мења положај свих верских заједница, па и исламске. Уставом ФНРЈ (1946) и Законом о правном положају верских заједница (1953) југословенска држава је одредила темељна начела свога односа верским заједницама, међу којима су кључна: одвајање цркве од државе, прокламовање слободе вере и савести, као и оснивања верских заједница, затим равноправност верских заједница и одвојеност цркве од школе, уз слободно организовање верске наставе по црквама и храмовима. У односу на предратни период, када је Исламска верска заједница била неравноправна у односу на Српску православну цркву и Католичку цркву, доследна секуларизација и проглашење равноправности свих вера је југословенске муслимане довело у равноправан положај. У СФР Југославији је било око 4 милиона припадника исламске вере.

## Распрострањеност
У Србији (без Косова и Метохије) има око 222.828 муслимана или 3,1% становништва. Они углавном припадају бошњачком и албанском народу и муслиманима по националности. Исламски верници су такође и припадници мањих етничких група као што су Ашкалије, Египћани, Горани, Роми и Турци. Мањи број муслимана води порекло из афричких и азијских земаља.
Муслимани у Србији су претежно организовани у три заједнице:
- Исламска заједница Србије, са седиштем у Београду
- Исламска заједница у Србији, са седиштем у Новом Пазару
- Исламска заједница Косова, са седиштем у Приштини

У Србији постоји преко 790 џамија од којих око 600 на Косову и Метохији, 120 у Санџаку, 60 у јужној Србији, по једна у Београду (Бајракли џамија), Борчи, Шапцу, Нишу (Ислам-агина џамија), Малом Зворнику и Суботици (Мухаџир џамија). Постоје и две медресе - једна у Новом Пазару као и исламски факултет, и једна у Београду.
- Организација Ријасета Исламске заједнице Србије (2007)[16]
- Организација Мешихата Исламске заједнице у Србији, који је део Ријасета Исламске заједнице у Босни и Херцеговини (2007)[16]
- На Косову и Метохији делује Исламска заједница Косова